# Götz Beck
Götz Beck (* 13. Januar 1934 in Bitterfeld; † 13. Oktober 2009 in Aachen) war ein deutscher Literatur- und Sprachwissenschaftler.
Er studierte an der Eberhard-Karls-Universität Tübingen und wurde dort 1963 promoviert; seine Dissertation trägt den Titel Die Stellung des 24. Buches der Ilias in der alten Epentradition.
Daraufhin wandte sich Beck der Sprachwissenschaft zu. 1980 habilitierte er sich an der Universität Zürich mit der Schrift Sprechakte und Sprachfunktionen: Untersuchungen zur Handlungsstruktur der Sprache und ihrer Grenzen. Von 1982 an war Beck Professor für „Deutsche Sprache und Literatur sowie ihrer Didaktik“ an der RWTH Aachen. Er konzentrierte sich auf die Lehre und auf die Vermittlung von Didaktik. Der Spiegel erwähnte ihn 1998 als „Didaktikprofessor“, der sich gegen die „Heuchelei“ seiner Aachener Kollegen im Fall des Germanisten Hans Schwerte wandte, der sich durch Annahme einer falschen Identität von NS-Belastungen reinzuwaschen versucht hatte. 1999 wurde Beck emeritiert.

## Werke (Auswahl)
- Textsorten und Soziolekte. Funktion und Reziprozität in gesprochener und geschriebener Sprache. In: Horst Sitta (Hrsg.): Studien zur Texttheorie und zur deutschen Grammatik. Festgabe für Hans Glinz zum 60. Geburtstag. (= Sprache der Gegenwart. Schriften des Instituts für deutsche Sprache Bd. 30). Schwann, Düsseldorf 1973, ISBN 3-7895-0250-2, S. 73–112, urn:nbn:de:bsz:mh39-22434 (frei zugängliches Digitalisat als PDF).
- Sprechakte und Sprachfunktionen. Untersuchungen zur Handlungsstruktur der Sprache und ihrer Grenzen. (= Reihe germanistische Linguistik Bd. 27). Niemeyer, Tübingen 1980, ISBN 3-484-10383-3 (Vorschau bei Google Bücher).
- Gezupftes, Gegeigtes und Gehänseltes zur Sprache und ihren Anwendungen. In: Nicole Hinrichs, Anika Limburg (Hrsg.): Gedankenstriche. Reflexionen über Sprache als Ressource. Für Wolfgang Boettcher zum 65. Geburtstag. Stauffenberg, Tübingen 2010, ISBN 978-3-86057-666-3, S. 310–322.